# Hinojares
Hinojares er en by og kommune i det sydlige Spanien i provinsen Jaén. Den har et indbyggertal på 343 (2024) indbyggere.